# Wiazynka (dopływ Usy)
Wiazynka (biał. Вязенская, Вязынь, Разанка, Wiazienskaja, Wiazyń, Razanka; ros. Вязенская, Вязынь, Рязанка, Wiazienskaja, Wiazyń, Riazanka) – rzeka na Białorusi, w obwodzie mińskim. Lewy dopływ Usy. Należy do zlewiska Morza Bałtyckiego dorzecza Niemna.

## Przebieg
Powstaje z kilku strumieni w pobliżu dawnego zaścianka Zieziulówka (Ziaziulewo), w rejonie dzierżyńskim. Następnie rzeka płynie na południowy wschód, gdzie znajdują się na niej dwa położone blisko siebie zbiorniki zaporowe przy miejscowościach Czyki i Łabody. Przy Czerkasach skręca na południowy zachód. W okolicach Usy uchodzi do Usy.
Jej łączna długość wynosi 20 km. W całości przepływa przez rejon dzierżyński.

## Dopływy
Zasilana jest przez niewielkie strumienie i potoki.